# AUKUS
AUKUS (acronimo inglese delle tre nazioni firmatarie) è un patto di sicurezza trilaterale tra Australia, Regno Unito e Stati Uniti, annunciato il 15 settembre 2021.

## Storia
In base ad esso, gli Stati Uniti e il Regno Unito concordano di aiutare l'Australia a sviluppare e dispiegare sottomarini a propulsione nucleare, aggiungendosi alla presenza militare occidentale nella regione del Pacifico. Sebbene l'annuncio congiunto del primo ministro australiano Scott Morrison, del primo ministro britannico Boris Johnson e del presidente degli Stati Uniti Joe Biden non abbia menzionato esplicitamente alcun altro paese, fonti anonime della Casa Bianca hanno affermato che è progettato per contrastare l'influenza della Repubblica Popolare Cinese (RPC) nella regione indo-pacifica, una caratterizzazione con cui gli analisti hanno concordato. Diversi analisti e media hanno anche caratterizzato l'alleanza come un modo per proteggere la Repubblica di Cina (Taiwan/Formosa) dall'espansionismo della RPC.
L'accordo copre aree chiave come l'intelligenza artificiale, la guerra informatica, le capacità subacquee e le capacità di attacco a lungo raggio. Include anche una componente nucleare, possibilmente limitata agli Stati Uniti e al Regno Unito, sull'infrastruttura di difesa nucleare. L'accordo si concentrerà sulla capacità militare, separandola dall'alleanza di condivisione dell'intelligence dei Five Eyes che include anche la Nuova Zelanda e il Canada.
Il 17 settembre 2021 la Francia ha richiamato i suoi ambasciatori dall'Australia e dagli Stati Uniti poiché l'accordo è stato accompagnato dall'inaspettata cancellazione da parte dell'Australia dell’accordo franco-australiano dal valore di 90 miliardi di dollari australiani con la francese Naval Group (ex DCNS) per il progetto Shortfin Barracuda Block 1A (una variante diesel-elettrica del sottomarino nucleare classe Suffren della Marina francese derivata dal programma Barracuda). La reazione della Francia secondo alcuni viene motivata, ideologicamente, per problemi sicurezza interna nei diversi territori francesi nell'Indo-Pacifico e dal timore di future minacce geopolitiche contro i suoi cittadini in questa regione invece che con motivazioni economico/industriali legate alla perdita di un contratto miliardario. Il subentro del Regno Unito alla Francia nella commessa dei sottomarini a propulsione nucleare in Australia può invece essere spiegato con la volontà, da parte di Australia e Stati Uniti, di includere in un sistema di cooperazione militare nel Pacifico un paese più incline al confronto aperto con la Cina. In seguito a consultazioni la Francia ha rinviato il proprio ambasciatore negli Usa.